# Красноярская духовная семинария
Красноярская духовная семинария — высшее учебное заведение Красноярской епархии Русской православной церкви, действовавшее с 1895 по 1920 годы и готовившее священно- и церковнослужителей.

## История
После основания в 1861 году Енисейской епархии епископ Никодим (Казанцев) обратился в Святейший Синод с ходатайством об открытии духовной семинарии в Красноярске. Ответ был отрицательным: «Отложить открытие семинарии до того времени, когда будут в виду достаточные к тому средства».
Первое здание было открыто в 1884 году.
Спустя почти тридцать лет, когда необходимые средства были найдены, по ходатайству епископа Акакия (Заклинский) открытие семинарии было утверждено 2 апреля 1894 года императором Александром III, а 4 сентября 1895 года, в трёх двухэтажных деревянных домах на участке земли, принадлежащей ранее золотопромышленнику Никите Федоровичу Мясникову начала свои занятия Красноярская семинария. Состоявшийся после этого 25-й епархиальный съезд духовенства избрал комиссию по строительству нового здания духовной семинарии.
В 1895 году городская дума Красноярска передала участок на берегу Енисея за городским садом Красноярскому духовному правлению для постройки здания Красноярской духовной семинарии.
В 1896—1899 годов осуществлялось проектирование. Автором проекта стал гражданский архитектор Евгений Львович Морозов, а руководил строительством енисейский губернский архитектор Александр Александрович Фольбаум. 11 июня 1900 года состоялось освящение места, а в ноябре начались строительные работы (угол Садовой улицы (ул. Бограда) и Архиерейского переулка (ул. Горького) продолжавшиеся а до 1903 года
Трёхъярусное здание Красноярской духовной семинарии было построено из кирпича в русском стиле, на высоком цокольном этаже. Классически построена композиция здания: два выступающих ризалита большого объёма. Восточный ризалит отмечен каменным входом с невысоким шатром, увенчанным луковичной главкой. Слева к зданию примыкала Александро-Невская домовая церковь с шатром, увенчанным кованой ажурной решёткой и малым шатром, увенчанным луковичной главкой с крестом.
КДС обеспечивала высокий уровень богословского и общекультурного образования. В 1912 году здесь обучалось 126 учащихся.
В 1914 году при семинарии была построена кирпичная одноглавая церковь в русском стиле, примыкавшая с востока к трёхэтажному зданию семинарии и освящённая в честь Архангела Михаила. После революционных событий 1917 года купола этой церкви были разобраны.
В 1917 — 1920 годах в здании располагалось центральное бюро Красноярских профсоюзов.
В июле 1919 года помещения духовной семинарии были отданы в распоряжение армии Колчака, а сама семинария переехала в Епархиальное женское училище, где находилась до закрытия её в 1920 году.
В 1920 году бывшее здание семинарии занял гарнизонный военный госпиталь, переехавший сюда с Плац-парадной площади.

## Здание сегодня

Здание Красноярской духовной семинарии в июле 2012 года

Здание располагается на перекрёстке улиц Бограда (дом 83) и Горького (дом 2). В 1985 году был подготовлен проект реставрации и реконструкции здания с последующей передачей его Красноярскому государственному художественному музею имени Сурикова. Для гарнизонного госпиталя достраивалось здание в районе улицы Вильского. Однако в последующие годы строительство было приостановлено, а затем здание госпиталя — из-за прекращения финансирования — было реконструировано и продано под частные жилые квартиры. И госпиталь, и музей остались в старых приспособленных помещениях. В рамках проходившей в России военной реформы филиал № 10 федерального бюджетного учреждения «354 Окружной военный клинический госпиталь» Министерства обороны России собирались упразднить. Судьба здания долгое время была не определена.
30 ноября 2011 года Гарнизонный военный госпиталь Красноярска посетил митрополит Красноярский и Ачинский Пантелеимон. Митрополит Пантелеймон посетил помещение бывшего домового храма во имя Архангела Михаила. Были обсуждены вопросы установки иконостаса на прежнем месте алтаря и совершения молебнов в части. Владыка Пантелеимон передал в дар гарнизонному военному госпиталю икону Архангела Михаила.
В марте 2012 года появились сведения, что здание может быть возвращено Русской православной церкви в течение ближайших двух-трёх лет. РПЦ готова разместить здесь не только семинарию, но и гимназию, где смогут учиться не только юноши, но и девушки по специальностям «Иконопись» и «Руководитель церковного хора». Преподавание основных богословских дисциплин будут осуществлять священнослужители, а для преподавания истории и философии мировых религий, сектоведения будут приглашены светские преподаватели.

## Ректоры
- Константин Алексеевич Успенский (1895—1897)[3]
- протоиерей Николай Петрович Асташевский (1897—1914)[3]
- архимандрит Кирилл (1914 — ?)[6]
- архимандрит Димитрий (Вологодский) (1919—1920)[3]

## Преподаватели
- Иванов-Радкевич, Павел Иосифович — преподаватель пения (1897—1920)
- Брянских, Петр Арсеньевич — преподаватель Ветхого Завета (1908—1909)[7]

## Известные выпускники
- Лавров, Георгий Дмитриевич — скульптор, художник[8]
- Пальмин, Михаил Иванович — первый заведующий Енисейского центрального книгохранилища
- Словцов, Пётр Иванович — певец («сибирский соловей»)
- Топанов, Александр Михайлович — драматург, основоположник Хакасского национального драматического театра[9]

## Интересные факты
- В марте 1917 года здесь прошёл освидетельствование и был признан непригодным к военной службе Иосиф Джугашвили.
- Работал ординатором Маерчак
- Отдыхали полярник Иван Папанин и географ и геофизик Отто Шмидт.